# Nässland, Nässlandsbro i Kragom
Nässland, Nässlandsbro i Kragom – miejscowość (småort) w Szwecji w gminie Härnösand w regionie Västernorrland. Około 89 mieszkańców.